# Harald Laeuen

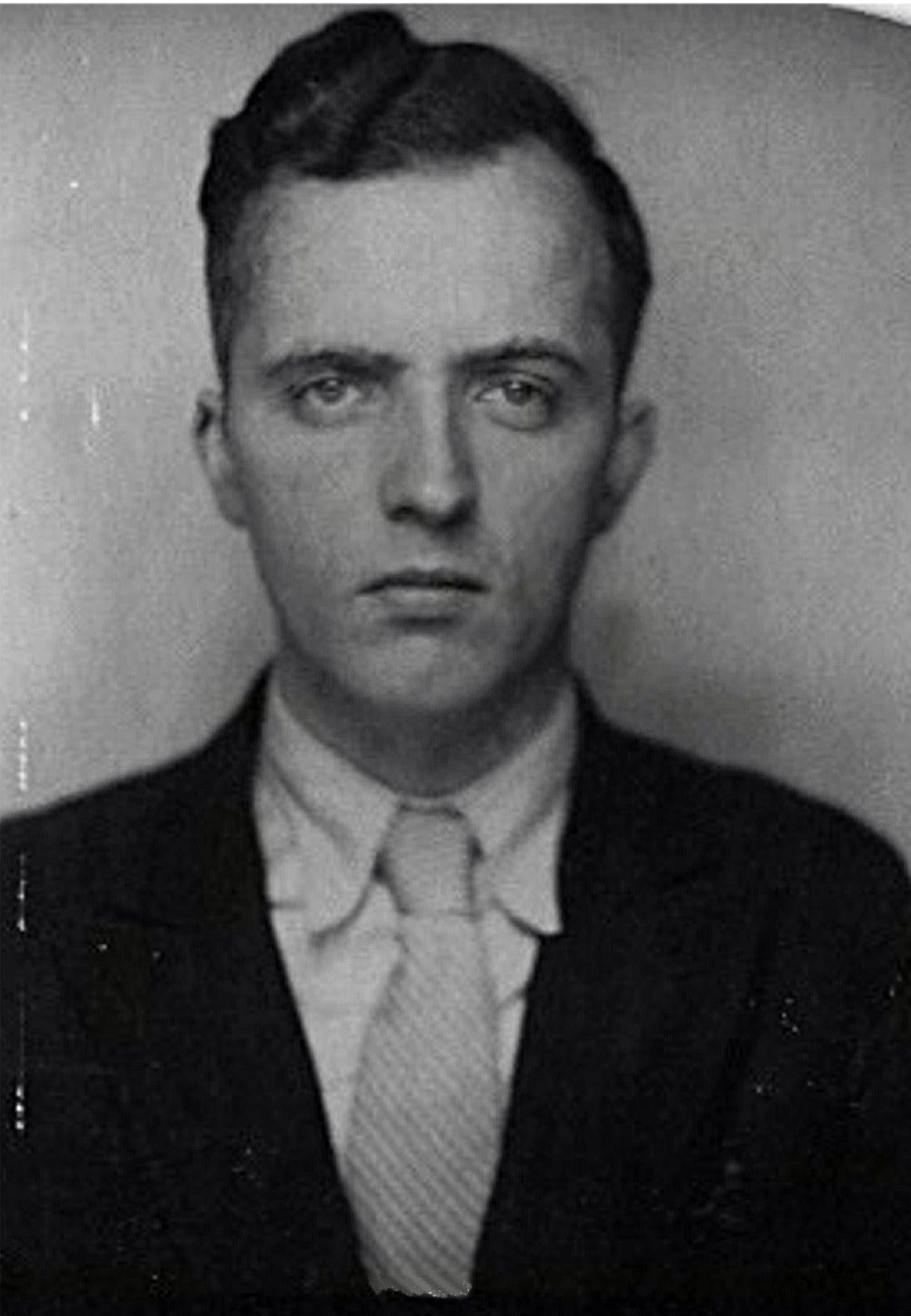
Harald Laeuen

Harald Karl Wilhelm Laeuen (* 3. Mai 1902 in Stolp/Pommern; † 29. August 1980 in Darmstadt) war ein deutscher Journalist und Autor.

## Leben

### Weimarer Republik und Nationalsozialismus

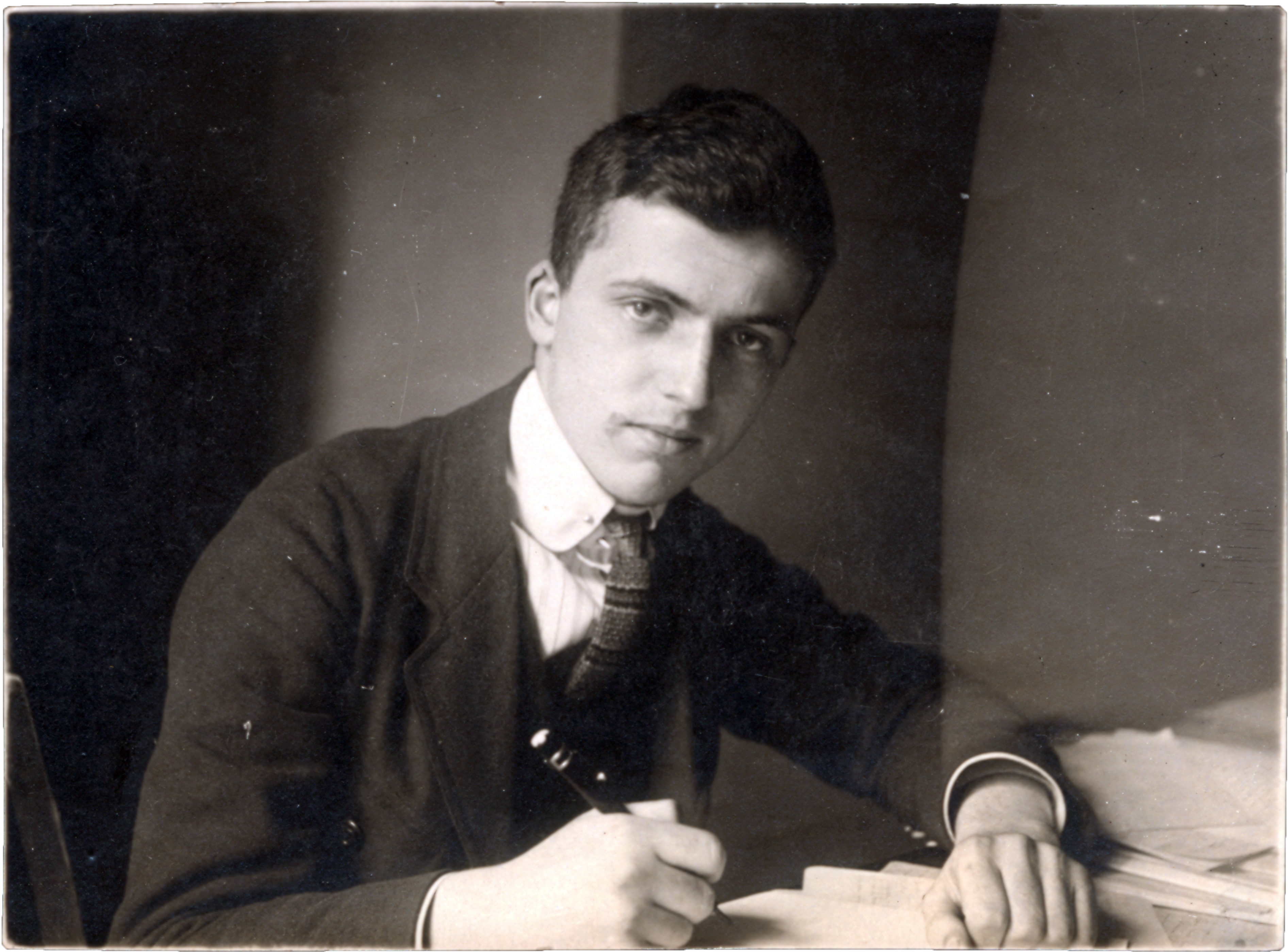
Harald Laeuen (1920)

Laeuen studierte Nationalökonomie an den Universitäten Tübingen, Greifswald und Berlin und wurde 1924 zum Dr. rer. nat promoviert. Er gehörte seit 1920 der Tübinger Burschenschaft Derendingia an.
Laeuen arbeitete zunächst als Dozent für das Berliner „Politische Kolleg für nationalpolitische Schulungs- und Bildungsarbeit“ unter dem deutschnationalen Historiker Martin Spahn. Er war „stark beeinflußt von den Ideen Moeller van den Brucks“.
Das „Politische Kolleg“ (später: „Nationalpolitische Hochschule“) war eine Gegengründung zur liberalen Deutschen Hochschule für Politik. Die Leiter des Kollegs, Heinrich von Gleichen und Moeller van den Bruck, hatten vergeblich versucht, die Gründung der verfassungsorientierten Hochschule für Politik zu verhindern.
Er gehörte mit Hans Roeseler und Walther Schultz "zum inneren Autorenkreis" der Zeitschrift Gewissen des völkischen und antisemitischen Deutschen Hochschulrings (DHR). Laeuen sah es als seine Aufgabe, „an der geistigen Vorbereitung des Neubaues des Reiches zu arbeiten“, nachdem er die bestehende demokratische Republik ablehnte. 1928 übernahm er die Schriftleitung der Burschenschaftlichen Blätter, die er spätestens 1933 an Karl Heinz Hederich abgab. Als zu diesem Zeitpunkt noch deutschnationaler Burschenschafter sah er sich an der Seite der Nationalsozialisten auf dem Weg in ein neues politisches System. In den Burschenschaftlichen Blättern artikulierte er im April 1932 seine „Empörung über das Verbot der SA“: "In den Reihen der SA hätten viele Burschenschafter in reiner Vaterlandsliebe gekämpft und für ihre Überzeugung Opfer gebracht. Trotz solcher Unterdrückungsmaßnahmen aber werde sich der nationalkämpferische und wehrhafte Geist im Volk doch durchsetzen und den Untergang des Weimarer Systems herbeiführen."
Nach der Machtübergabe an die NSDAP und ihre deutschnationalen Bündnispartner warf er „dem Akademikertum vor, es habe als Schicht im Gegensatz zu den studentischen Gemeinschaften versagt“. Im Einzelnen stellte Laeuen fest, „die Studentenschaft […] m u ß t e revolutionär gegenüber dem System von Weimar bleiben. Sie hat aber nicht die Kraft besessen, aus ihrem korporativen Denken heraus ein Staatsdenken zu entwickeln, das der Hochschule und der Korporation einen neuen Rang gesichert hätte. Dieser Rang muss vielmehr erst erkämpft werden, nach dem im Gegensatz zu den studentischen Gemeinschaften das Akademikertum als Schicht versagt hat, weil es ein geistiges Kind des bürgerlichen Zeitalters blieb. […]“ Der totale Staat durchdringe „rücksichtslos alle Gebiete des öffentlichen Lebens, er erfaßt selbstverständlich auch die Hochschule und mit ihr die studentischen Verbände.“ „Wir müssen heute“, so Laeuen, „bei allen solchen Betrachtungen davon ausgehen, dass die studentische Korporation ein Glied des neuen Staates zu sein hat […]. Diese Erkenntnis hat bereits zu dem Entschluss geführt, daß Burschenschaften mit ihren sämtlichen Aktiven und Inaktiven der SA beigetreten sind“.
Nach Mitgliedschaft in der DNVP beantragte er am 1. Mai 1937 die Aufnahme in die NSDAP und wurde zum 1. November desselben Jahres aufgenommen (Mitgliedsnummer 4.679.057). Parallel zur Tätigkeit bei den Burschenschaftlichen Blättern war er von 1931 bis 1933 Chefredakteur der Pommerschen Tagespost (Stettin), anschließend der Schlesischen Zeitung (Breslau). Von 1935 bis 1941 war er Auslandskorrespondent der Leipziger Neuesten Nachrichten in Warschau, des Hamburger Fremdenblatts, der Münchener Neuesten Nachrichten. Ferner arbeitete er für die Zeitschriften Die Mannschaft, Osteuropa, Kyrios und Jonsbrog.
Zahlreiche Beiträge schrieb er nach 1933 auch für die beiden nationalistisch und antisemitisch ausgerichteten Zeitungen Deutsche Rundschau in Polen und Deutsche Nachrichten der deutschen politischen Zusammenschlüsse in Polen, der Jungdeutschen Partei und der Deutschen Vereinigung.
Laeuen war Mitglied im Reichsverband der Deutschen Presse.

### Nach dem Ende des Nationalsozialismus
Laeuen arbeitete zunächst als Redakteur der vom Berliner Magistrat herausgegebenen Berliner Zeitung (1945–1948), dann als deren Archivleiter (1948–1949), später an der Berliner Abendzeitung Der Kurier. Seit 1948 war er zugleich als freier Journalist in Hamburg tätig, wechselte dann ganz in den Westen und wurde Redakteur der Zeitung Die Welt. Er beteiligt sich in den 1950er Jahren an verschiedenen Zirkularen, die Informationen über den Ostblock sammelten und verbreiteten, und gibt dann seinen eigenen Informationsdienst unter dem Titel „Ost-Dienst“ heraus. Anfang der fünfziger Jahre wird er Chefredakteur der Vertriebenen-Zeitung „Ost-West-Kurier“ in Frankfurt am Main. In den Jahren 1964 bis 1967 ist er für den Deutschlandfunk tätig, zunächst ein Jahr als Leiter der Polen-Redaktion, dann zwei Jahre als Leiter der Hauptabteilung Europa-Programm, deren Aufbau er in jenen Jahren wesentlich geprägt hat. Neben einer Vielzahl von Veröffentlichungen in verschiedenen Zeitschriften und Publikationen sind vor allem seine Bücher „Polnische Tragödie“ (1954) und „Polen nach dem Sturz Gomulkas“ (1972) hervorzuheben.
Laeuen war von 1951 bis 1957 Vorstandsmitglied der 1913 gegründeten Deutschen Gesellschaft für Osteuropakunde (DGO) und Mitglied bis zu seinem Tod 1980. Er war Autor verschiedener Monografien zu Osteuropa, die vor allem in der Zeit des Nationalsozialismus erschienen. Er publizierte in der von der DGO herausgegebenen Zeitschrift Osteuropa 27 Aufsätze. Der wissenschaftlichen Nachlass von Harald Laeuen wird vom Herder-Institut in Marburg betreut.

## Schriften
- Geschichtslegende und Bodenpolitik der Tschechen, in: Loesch, Karl C. von (Hrsg.), Volk unter Völkern (Bücher des Deutschtums, Bd. 1), Breslau 1928, S. 267–285.
- Tschechische Bodenpolitik (Schriftenreihe Der Nahe Osten), Berlin 1930.
- Östliche Agrarrevolution und Bauernpolitik, Korn Verlag, Breslau 1934.
- Polnisches Zwischenspiel. Eine Episode der Ostpolitik, Hans v. Hugo Verlag, Berlin 1940.
- Marschall Antonescu, Essener Verlagsanstalt, Essen 1943.
- Polnische Tragödie, Steingrüben Verlag, Stuttgart 1954.
- Polen nach dem Sturz Gomulkas (Schriftenreihe der Studiengesellschaft für Zeitprobleme, Reihe Zeitpolitik), Seewald Verlag, Stuttgart 1972.